# 陳鼎新
陳鼎新（？年—？年），號渭潢，浙江杭州府海宁县籍，黄岩县人。明朝末年政治人物。

## 生平
萬曆四十六年（1618年）戊午科浙江乡试舉人，崇祯四年（1631年）辛未科进士。礼部观政，授揭阳县知县，为官贪婪酷烈，七年考察，以失职罪调简。
妾趙氏，農家女，事正室王氏极为恭敬，生子陈炽永，才两月就守寡，时年二十七。不久，王氏亦去世，抚养炽永长大成人，入学后夭亡，家中更加贫困，与儿媳日夜操作，抚养两孫。年六十六岁去世，旌表为節婦。